# José Rafael Rodríguez Gallardo
José Rafael Rodríguez Gallardo fue un licenciado y gobernador y de las Provincias de Sonora y Sinaloa. 
Era oidor de la Audiencia de México y a mediados del siglo XVIII, fue comisionado y facultado ampliamente, para dirigirse al noroeste a fin de ejecutar una pesquisa sobre las dificultades existentes entre el gobernador de Sonora y Sinaloa, sargento mayor Agustín de Vildósola y los capitanes de los presidios militares de su jurisdicción. Llegó a El Pitic, a mediados de 1748, suspendió a Vildósola en el ejercicio del gobierno, asumió los mandos militar y político de las provincias y le ordenó que saliera de la jurisdicción de éstas mientras terminaba la pesquisa que se le había encomendado. Quitó también de su puesto al alcalde mayor de Sonora, nombrando para este puesto a Juan López Valdéz y al de Ostimuri, en donde colocó al capitán Fernando Esquer de Rosas; recorrió la zona central sonorense, concluyendo por cambiar el asiento del presidio del Pitic a San Miguel de Horcasitas y ordenó que se despoblara el Real de San Juan Bautista y que el párroco y los pocos moradores que quedaban se establecieran en la nueva fundación. Corrigió abusos y anomalías de las autoridades subalternas, impuso la obligación de usar las pesas y medidas autorizadas legalmente; que nadie fabricara casa en los campos so pretexto de atender sus sementaras, sino en los pueblos y que los descubridores de minas no pudieran fabricar cerca de ellas más que las casas precisas para guardar metales y herramientas y las chozas para operarios y de ninguna manera se arreglaran vasos, rastras o algún otro sistema de beneficio, que deberían de ejecutar en los lugares que señalara la autoridad a fin de formar poblaciones ordenadas y acabar con la diseminación de los españoles para que pudieran atender a su propia seguridad. Prohibió terminantemente los juegos de azar y que se especulara en forma indebida con el comercio de semillas; asimismo, prohibió a los dueños de haciendas que aprehendieran a los indios y sirvientes responsables de faltas o delitos y los castigaran de propia autoridad; sino que fueran los Jueces Reales quienes impusieran las sanciones respectivas y autorizó la fundación de la misión de Guaymas. A principios de 1749 salió personalmente a perseguir a los apaches con una sección de soldados; el 23 de junio de 1749 entregó el gobierno al teniente coronel Ortiz de Parrilla, continuó con la visita a las provincias y le entregó al gobernador una instrucción sobre los problemas pendientes. Después de que concluyó la visita general regresó a la Ciudad de México y presentó su informe con fecha 15 de marzo de 1750. Posteriormente, visitó las minas de Guanajuato.